# PLiBOT
PLiBOT株式会社（プライボット）は、東京都葛飾区に本社を置くAMR（Autonomous Mobile Robot）に関するソフトウェアの開発・販売およびAMRの輸入販売を行うインテグレータである。大林グループの企業であり、大手総合建設会社（スーパーゼネコン）大林組の100％出資子会社である。

## 概要
多種多様かつ最新鋭の自律作業ロボットと、既存設備を連携して動かす統合制御プラットフォームを核とした自律化・省力化ソリューションを提供するために設立。
⼤林組がめざす「持続的成⻑のための事業ポートフォーリオの拡充」という方針に基づき、新領域ビジネスとしてビジネスイノベーション推進室からカーブアウトした第⼀弾の会社である。

## 基本理念

### ミッション
人とロボットが協働する持続可能な社会の実現

### ビジョン
多彩かつ革新的ロボティクス（Robotics）技術を持ったエコシステムの組成により、多様かつ柔軟性（Pliability）のあるソリューション提案を通じて社会に貢献する

### バリュー
誠実/成長/共創/持続/湧活

## 沿革
- 2019年　大林組において市場のAMRから、建設現場での資材搬送に適しているロボットの選定と、活用できるナビゲーションシステムの実証試験を開始。
- 2020年　建設現場の資材搬送において、無人搬送車であるAGV（Automatic Guided Vehicle）と工事用エレベーターを連携して制御することで、階数を問わずに資材搬送の自律化が可能になる、ロジスティクスシステム（PLiBOTシステム）を開発。[3]
- 2021年　BlueBotics社（スイス）と協業し、建物設備と連携して制御できるよう改良。PLiBOTシステムを物流自動化プラットフォームとして確立し、PLiBOTの商標登録を行う。
- 2022年8月　PLiBOT株式会社を設立。
- 2022年9月　PLiBOTシステムおよび、搬送用・清掃用AMR6種類の発売を開始。[4]
- 2024年4月　西日本営業所開設および神戸ショールームの常設。
- 2024年6月　神戸ショールームにて、国内エコパートナー企業等12社とプライベートショーを開催。各社製品とAMRの連携デモンストレーションを行う。